# Катастрофа Boeing 707 под Рио-де-Жанейро
Катастрофа Boeing 707 под Рио-де-Жанейро — авиационная катастрофа, произошедшая в четверг 26 июля 1979 года. Грузовой самолёт Boeing 707-330C авиакомпании Lufthansa Cargo выполнял плановый межконтинентальный рейс LH527 по маршруту Сан-Паулу—Рио-де-Жанейро—Дакар—Франкфурт-на-Майне, но через 5 минут после вылета из Рио-де-Жанейро врезался в гору в 25 километрах от аэропорта Рио-де-Жанейро. Погибли все находившиеся на его борту 3 члена экипажа.

## Самолёт
Boeing 707-330C (регистрационный номер D-ABUY, заводской 20395, серийный 848) был выпущен в 1970 году (первый полёт совершил 7 октября). 16 октября того же года был передан авиакомпании Lufthansa, в которой получил имя Essen. Примерно в 1976-1977 годах был переделан из пассажирского в грузовой и перешёл в Lufthansa Cargo, грузовое подразделение авиакомпании Lufthansa. С 5 октября по 1 ноября 1978 года сдавался в лизинг авиакомпании El Al. Оснащён четырьмя турбовентиляторными двигателями Pratt & Whitney JT3D-3B.

## Экипаж
Состав экипажа рейса LH527 (заступившего на рейс на промежуточной посадке в Рио-де-Жанейро) был таким:
- Командир воздушного судна (КВС) — 38-летний Эдвард Эйвенс (нем. Eduard Euwens). Налетал 7969 часов, 996 из них на Boeing 707.
- Второй пилот — 28-летний Ханс-Мартин Юнг (нем. Hans-Martin Jung). Налетал 3537 часов, 2631 из них на Boeing 707.
- Бортинженер — 34-летний Петер Керн (нем. Peter Kern).

## Хронология событий
Boeing 707-330C борт D-ABUY выполнял грузовой рейс LH527 из Сан-Паулу во Франкфурт-на-Майне с промежуточными посадками в Рио-де-Жанейро и Дакаре. Первая часть маршрута (Сан-Паулу—Рио-де-Жанейро) прошла без происшествий, после чего в аэропорту Галеан произошла смена экипажа (КВС Эйвенс, второй пилот Юнг и бортинженер Керн).
Рейс 527 вылетел из Рио-де-Жанейро в 21:27 UTC и получил указание от УВД аэропорта Галеан набирать высоту 610 метров, сообщить о прохождении Всенаправленного азимутального радиомаяка «CAXIAS» и увеличить полётную скорость.
В соответствии с указаниями диспетчеров, пилоты увеличили скорость самолёта до 563 км/ч, несмотря на то, что максимальная скорость для Boeing 707 на высоте менее 3000 метров должна быть 463 км/ч.
После передачи указаний экипажу авиадиспетчер, наблюдавший за рейсом 527, сосредоточился на других рейсах возле Рио-де-Жанейро и не знал о превышении скорости рейсом 527.
К тому времени, когда авиадиспетчер возобновил связь с рейсом 527, он увидел, что самолёт из-за большей скорости находится севернее, чем ожидалось, и сообщил пилотам о необходимости повернуть направо, чтобы избежать столкновения с горами. Вскоре после этого сообщения в кабине экипажа сработал сигнал GPWS об опасном сближении с землёй, и в 21:32 рейс LH527 налетел на деревья и врезался в склон горы на высоте 623 метра над уровнем моря, проделав при этом по земле 800-метровую борозду. Все 3 пилота на его борту погибли.
Расшифровка переговоров
- Авиадиспетчер — LH, поверните направо на курс 140, сейчас же (англ. LH, turn right heading 140, just now, over).
- Авиадиспетчер — LH527, поверните направо по курсу 140 и идите вверх без ограничений (англ. LH 527, turn right heading 140 and climb without restrictions).
- Рейс LH527 — Вас понял, выходим на 2000, LH527, поворачиваю направо на курс 140 (англ. Roger, leaving 2 thousand, LH 527, turning right heading 140).
- Авиадиспетчер — Продолжайте движение вправо до 160, LH, и увеличьте скорость набора высоты до 3000 в минуту (англ. Continue to the right until 160, LH, and increase your rate of climb 3 thousand per minute, over).

Связь между Галеан-башня и рейсом LH527 оборвалась в 21:31 UTC, за 1 минуту до катастрофы.

## Расследование
Согласно окончательному отчёту расследования, основной причиной катастрофы рейса LH527 стало неуделение бразильскими авиадиспетчерами должного внимания каждому самолёту и их недостаточное знание рельефа местности вокруг аэропорта Галеан.
Сопутствующими факторами стали высокая скорость самолёта и неверное понятие экипажем указаний авиадиспетчеров. Кроме того, на вопросы пилотов служба аэропорта Галеан не смогла дать ясного ответа, поэтому экипаж продолжал лететь по заданному курсу вместо того, чтобы запросить новые указания. В последние 2 минуты до катастрофы связи между рейсом LH527 и авиадиспетчерской службой не было.